# シマフィルム
シマフィルム（Shima Films）は、京都府舞鶴市に所在する日本の映画製作会社。

## 概要
舞鶴というローカルな土地で映画を製作し、普遍的な価値が感じられる作品を企画・製作しているほか、福知山シネマや舞鶴八千代館といった映画館の経営・運営も行っている。2004年には森﨑東監督の「ニワトリはハダシだ」が、第54回ベルリン国際映画祭フォーラム部門から招待を受け選出された。2009年には「おそいひと」で組んだ柴田剛監督を再び起用し、映画「堀川中立売」を製作。この作品を皮切りに、京都を舞台にした映画連作シリーズ企画を新たに発足。2010年には第二弾として京都出身の山田雅史監督を起用し「天使突抜六丁目」を製作している。

## 沿革
- 2001年（平成13年）1月：設立
- 2007年（平成19年）8月4日：関西共栄興行が経営していた福知山東宝・スカラ座の跡地を譲り受け福知山シネマと改称。リニューアルオープン。
- 2008年（平成20年）：舞鶴八千代館の経営を譲り受ける。
- 2009年（平成21年）：京都市四条大宮に京都オフィス設立。
- 2010年（平成22年）4月：舞鶴八千代館に3Dデジタルシネマシステムを導入する。
- 2013年（平成25年）：京都市立立誠小学校の旧建物で、京都市と共同で立誠シネマの運営を開始。
- 2017年（平成29年）：立誠小学校の活用事業本格化に伴い7月に立誠シネマを閉館。12月、出町桝形商店街に拠点を移し出町座を開業。
- 2019年（平成31年）：経営難であった京都シネマの民事再生法適用に伴い、資金支援と出資を行う。

## 製作作品一覧
- 風花（監督：相米慎二）
- ぼくんち（監督：阪本順治）
- ニワトリはハダシだ（監督：森﨑東）
- 17歳の風景 少年は何を見たのか（監督：若松孝二）
  - 67歳の風景 若松孝二は何を見たのか（監督：竹藤佳世）※上記撮影を追ったドキュメンタリー映画
- かぞくのひけつ（監督：小林聖太郎）
- おそいひと（監督：柴田剛）
- “京都連続”シリーズ
  - 堀川中立売（監督：柴田剛）
  - 天使突抜六丁目（監督：山田雅史）
  - 太秦ヤコペッティ（監督：宮本杜朗）
- 父のこころ（監督：谷口正晃）
- お母さん、いい加減あなたの顔は忘れてしまいました（監督：遠藤ミチロウ）※遠藤自身を撮ったドキュメンタリー映画
- さよならも出来ない（監督：松野泉）
- どこへ出しても恥かしい人（監督：佐々木育野）※友川カズキを追ったドキュメンタリー映画
- 麻希のいる世界（監督：塩田明彦）

## 映画館
- 福知山シネマ（京都府福知山市東中ノ町28-1）　シネマ1：146席、シネマ2：135席
- 舞鶴八千代館（京都府舞鶴市浜228） シネマ1：156席、シネマ2：72席、シネマ3：77席
- 出町座（京都府京都市上京区三芳町133）　地下1階スクリーン：42席、2階スクリーン：48席
- 京都シネマ（京都市下京区烏丸通四条下ルCOCON KARASUMA3階）　シネマ1：104席、シネマ2：89席、シネマ3：61席